# Kunmadaras
Kunmadaras là một làng thuộc hạt Jász-Nagykun-Szolnok, Hungary. Làng này có diện tích 153,55 km², dân số năm 2010 là 5456 người, mật độ 36 người/km².